# Oscar Vilhelmsson
Oscar Vilhelmsson (Åsa, 2 oktober 2003) is een Zweeds voetballer die doorgaans als centumspits speelt. In 2019 maakte in de Zweedse beker namens IFK Göteborg zijn debuut in het betaalde voetbal. Sinds juli 2025 staat hij onder contract bij het Duitse Preußen Münster.

## Clubloopbaan

### IFK Göteborg
Vilhelmsson begon zijn voetbalcarrière bij Åsa IF en vervolgde die in 2014 bij IFK Göteborg, waar hij zich aansloot bij de PR Academy Göteborg. Op 22 augustus 2019 maakte hij op vijftienjarige leeftijd zijn debuut in het eerste elftal tijdens de tweede ronde van de Svenska Cupen, in de uitwedstrijd tegen BK Astrio uit Halmstad. In de met 0–4 gewonnen wedstrijd viel hij in de 66e minuut in voor Lasse Vibe. Kort voor het einde, in de 89e minuut, tekende hij voor het vierde doelpunt en daarmee zijn eerste treffer bij de senioren. Met dit doelpunt werd hij de jongste doelpuntenmaker ooit van IFK Göteborg. Bijna een jaar later, in het seizoen 2020, maakte Vilhelmsson zijn competitiedebuut in de Allsvenskan tijdens de thuiswedstrijd tegen Djurgårdens. Op het veld van het Gamla Ullevi kwam hij in de 89e minuut als invaller binnen de lijnen. Gedurende de rest van dat seizoen bleef zijn speeltijd beperkt tot nog twee korte invalbeurten.
Voor aanvang van het seizoen 2021 tekende Vilhelmsson zijn eerste profcontract bij IFK Göteborg, met een looptijd tot medio 2023. Op 27 september stond hij voor het eerst in de basis, tijdens het met 0–2 verloren duel tegen Kalmar FF. Hij speelde de volledige wedstrijd. Deze wedstrijd betekende een keerpunt in zijn ontwikkeling: vanaf dat moment was hij een vaste waarde in het elftal en vormde hij samen met de teruggekeerde Marcus Berg het aanvalsduo. Zijn eerste doelpunt in de Allsvenskan volgde op 1 november, in de uitwedstrijd tegen Degerfors IF. Vilhelmsson maakte in de 39e minuut het enige doelpunt van de wedstrijd, die met 0–1 werd gewonnen. In het daaropvolgende seizoen brak hij definitief door. Hij begon als basisspeler aan het nieuwe seizoen, imponeerde met zijn spel en trok de aandacht van diverse Europese clubs. In de zomer van 2022 koos hij voor een overstap naar Duitsland, waar hij zijn loopbaan voortzette bij SV Darmstadt 98.

### SV Darmstadt 98
In juli 2022 tekende Vilhelmsson een vierjarig contract bij SV Darmstadt 98, dat hem tot medio 2026 aan de Duitse club verbond. Enkele dagen later maakte hij zijn debuut, tijdens de uitwedstrijd tegen Jahn Regensburg. Trainer Torsten Lieberknecht bracht hem in de 70e minuut binnen de lijnen als vervanger van zijn landgenoot Thomas Isherwood. Op 7 augustus 2022, in de derde speelronde, was hij met zijn eerste doelpunt in dienst van Darmstadt in de 86e minuut de matchwinnaar in de met 0–1 gewonnen uitwedstrijd tegen Eintracht Braunschweig. Kort na deze sterke start raakte hij geblesseerd aan zijn enkel, waardoor hij enkele weken buitenspel stond. In de rest van het seizoen werd zijn opmars verder geremd door nieuwe fysieke tegenslagen. Eerst miste hij een aantal wedstrijden vanwege liesklachten, waarna hij in april een spierscheuring opliep die hem de rest van het seizoen 2022/23 kostte. Vilhelmsson moest vanaf de zijlijn toekijken hoe Darmstadt als tweede eindigde in de 2. Bundesliga en promotie naar de Bundesliga afdwong.
Op 20 augustus 2023 maakte Vilhelmsson zijn debuut in de Bundesliga tijdens de openingswedstrijd van het seizoen 2023/24, een uitduel tegen Eintracht Frankfurt. In het Deutsche Bank Park kreeg hij direct een basisplaats van trainer Torsten Lieberknecht. Twee weken later, op 2 september, volgde zijn eerste doelpunt op het hoogste Duitse niveau. In de met 5–1 verloren uitwedstrijd tegen Bayer Leverkusen tekende hij in de 24e minuut voor de 1–1 gelijkmaker. Darmstadt kende een moeizame competitiestart en zakte al vroeg weg naar de onderste regionen van de ranglijst. Lieberknecht besloot over te stappen op een systeem met twee spitsen, wat aanvankelijk ten koste ging van de basisplaats van Vilhelmsson. Na een periode op de bank wist hij zich echter terug te knokken in het elftal. Hij speelde een belangrijke rol in het cruciale degradatieduel tegen 1. FC Köln, dat op 20 april 2024 in het RheinEnergieStadion met 0–2 werd gewonnen. In de 90e minuut zorgde Vilhelmsson voor de verlossende tweede treffer. De overwinning bleek echter niet voldoende om lijfsbehoud veilig te stellen. Darmstadt eindigde het seizoen op de achttiende plaats en degradeerde na één seizoen weer naar de 2. Bundesliga.
In zijn derde seizoen bij Darmstadt (2024/25) kreeg Vilhelmsson er met de komst van zijn landgenoot Isac Lidberg een directe concurrent bij in de aanval. Al vroeg in het seizoen liep hij echter een blessure op, waardoor hij vanaf de derde speelronde niet meer inzetbaar was. In zijn afwezigheid greep Lidberg zijn kans en maakte indruk, wat ertoe leidde dat Vilhelmsson na zijn rentree in oktober vooral genoegen moest nemen met invalbeurten. In maart werd hij opnieuw teruggeworpen door een blessure, ditmaal aan zijn knie. Hoewel hij na een herstelperiode van vijf weken weer fit was, kwam hij in de slotfase van het seizoen niet meer in actie. In de zoektocht naar meer speeltijd koos hij ervoor Darmstadt na afloop van het seizoen te verlaten en de overstap te maken naar Preußen Münster, dat eveneens uitkomt in de 2. Bundesliga.

### Preußen Münster
In juli 2025 tekende Vilhelmsson een contract van onbekende duur bij Preußen Münster. Tijdens de voorbereiding op het seizoen 2025/26 liep hij een bovenbeenblessure op, waardoor hij ontbrak bij de seizoensouverture tegen Karlsruher SC.

## Clubstatistieken
| Seizoen                        | Club            | Competitie      | Competitie | Competitie | Beker | Beker | Internationaal | Internationaal | Overig | Overig | Totaal | Totaal |
| Seizoen                        | Club            | Competitie      | Wed.       | Dlp.       | Wed.  | Dlp.  | Wed.           | Dlp.           | Wed.   | Dlp.   | Wed.   | Dlp.   |
| ------------------------------ | --------------- | --------------- | ---------- | ---------- | ----- | ----- | -------------- | -------------- | ------ | ------ | ------ | ------ |
| 2019                           | IFK Göteborg    | Allsvenskan     | –          | –          | 1*    | 1     | –              | –              | –      | –      | 1      | 1      |
| 2020                           | IFK Göteborg    | Allsvenskan     | 3*         | 0          | –     | –     | –              | –              | –      | –      | 3      | 0      |
| 2021                           | IFK Göteborg    | Allsvenskan     | 14         | 2          | –     | –     | –              | –              | –      | –      | 14     | 2      |
| 2022                           | IFK Göteborg    | Allsvenskan     | 11         | 2          | 4     | 1     | –              | –              | –      | –      | 15     | 3      |
| 2022/23                        | SV Darmstadt 98 | 2. Bundesliga   | 14         | 2          | 1     | 0     | –              | –              | –      | –      | 15     | 2      |
| 2023/24                        | SV Darmstadt 98 | Bundesliga      | 26         | 4          | 1     | 0     | –              | –              | –      | –      | 27     | 4      |
| 2024/25                        | SV Darmstadt 98 | 2. Bundesliga   | 12         | 1          | 1     | 1     | –              | –              | –      | –      | 13     | 2      |
| 2025/26                        | Preußen Münster | 2. Bundesliga   | 0          | 0          | 0     | 0     | –              | –              | 0      | 0      | 0      | 0      |
| Carrière totaal                | Carrière totaal | Carrière totaal | 80         | 11         | 8     | 3     | –              | –              | 0      | 0      | 88     | 14     |
| Bijgewerkt tot 4 augustus 2025 |                 |                 |            |            |       |       |                |                |        |        |        |        |

* In de seizoenen 2019 en 2020 maakte hij als A-junior zijn opwachting in het eerste elftal van IFK Göteborg.

## Interlandloopbaan
Vilhelmsson kwam uit voor verschillende Zweedse nationale jeugdelftallen, maar nam met geen van deze teams deel aan een eindtoernooi. In totaal speelde hij 22 jeugdinterlands, waarin hij elf keer het net wist te vinden. Tijdens deze interlands stond hij op het veld met onder anderen Casper Widell, Jesper Tolinsson, Joel Voelkerling Persson en Armin Gigović.

### Zweedse jeugdelftallen
Onder leiding van bondscoach Roger Franzén maakte Vilhelmsson op 12 mei 2019 zijn debuut voor  Zweden –16 in een oefeninterland tegen België. In de met 0–3 verloren thuiswedstrijd viel hij in de 65e minuut in. Enkele maanden later, op 4 augustus 2019, scoorde hij zijn eerste interlanddoelpunt namens Zweden –17. In de met 4–0 gewonnen oefenwedstrijd tegen Noord-Ierland tekende hij in de 46e minuut voor het tweede doelpunt van de wedstrijd. Met Zweden –17 speelde Vilhelmsson drie kwalificatiewedstrijden voor het Europees kampioenschap 2020 in Estland. Hij scoorde tijdens de 4–2 overwinning op Litouwen  en de 2–0 zege op de Faeröer.  Mede door deze resultaten plaatste Zweden zich voor de eliteronde. Tot een vervolg kwam het echter niet: in maart 2020 werd het eindtoernooi geschrapt vanwege de coronapandemie.
Later speelde Vilhelmsson onder bondscoach Mirza Jelecák vijf kwalificatiewedstrijden met Zweden -19 voor het Europees kampioenschap 2022 in Slowakije. In de kwalificatieronde eindigde Zweden achter Engeland als tweede, waarmee het zich kwalificeerde voor de eliteronde. Daarin werd verloren van Frankrijk (0-5), Tsjechië (1-3) als Bosnië en Herzegovina (2-3), waardoor Zweden werd uitgeschakeld. Vilhelmsson kwam in alle drie de wedstrijden van de eliteronde in actie en maakte tegen Bosnië en Herzegovina een doelpunt.
| Jeugdinterlands van Oscar Vilhelmsson voor Zweden () | Jeugdinterlands van Oscar Vilhelmsson voor Zweden () | Jeugdinterlands van Oscar Vilhelmsson voor Zweden () | Jeugdinterlands van Oscar Vilhelmsson voor Zweden () | Jeugdinterlands van Oscar Vilhelmsson voor Zweden () | Jeugdinterlands van Oscar Vilhelmsson voor Zweden () |
| №                                                    | Datum                                                | Wedstrijd                                            | Uitslag                                              | Soort Wedstrijd                                      | Doelpunten                                           |
| Als speler bij Zweden –16                            | Als speler bij Zweden –16                            | Als speler bij Zweden –16                            | Als speler bij Zweden –16                            | Als speler bij Zweden –16                            | Als speler bij Zweden –16                            |
| ---------------------------------------------------- | ---------------------------------------------------- | ---------------------------------------------------- | ---------------------------------------------------- | ---------------------------------------------------- | ---------------------------------------------------- |
| 1.                                                   | 12 mei 2019                                          | Zweden – België                                      | 0 – 3                                                | Vriendschappelijk                                    |                                                      |
| 2.                                                   | 14 mei 2019                                          | Portugal – Zweden                                    | 1 – 1                                                | Vriendschappelijk                                    |                                                      |
| 3.                                                   | 7 augustus 2019                                      | Zweden – Noorwegen                                   | 3 – 2                                                | Vriendschappelijk                                    |                                                      |
| 4.                                                   | 27 augustus 2019                                     | Estland – Zweden                                     | 3 – 1                                                | Vriendschappelijk                                    |                                                      |
| 5.                                                   | 29 augustus 2019                                     | Estland – Zweden                                     | 0 – 1                                                | Vriendschappelijk                                    |                                                      |
| Als speler bij Zweden –17                            |                                                      |                                                      |                                                      |                                                      |                                                      |
| 1.                                                   | 4 augustus 2019                                      | Zweden – Noord-Ierland                               | 4 – 0                                                | Vriendschappelijk                                    | Goal                                                 |
| 2.                                                   | 10 augustus 2019                                     | Denemarken – Zweden                                  | 3 – 2                                                | Vriendschappelijk                                    | Goal                                                 |
| 3.                                                   | 27 september 2019                                    | Zweden – Litouwen                                    | 4 – 2                                                | EK-kwalificatie 2020                                 | Goal                                                 |
| 4.                                                   | 30 september 2019                                    | Zweden – Faeröer                                     | 2 – 0                                                | EK-kwalificatie 2020                                 | Goal                                                 |
| 5.                                                   | 30 oktober 2019                                      | Denemarken – Zweden                                  | 5 – 1                                                | EK-kwalificatie 2020                                 |                                                      |
| Als speler bij Zweden –19                            |                                                      |                                                      |                                                      |                                                      |                                                      |
| 1.                                                   | 7 september 2021                                     | Finland – Zweden                                     | 3 – 0                                                | Vriendschappelijk                                    |                                                      |
| 2.                                                   | 10 november 2021                                     | Zwitserland – Zweden                                 | 1 – 2                                                | EK-kwalificatie 2022                                 |                                                      |
| 3.                                                   | 16 november 2021                                     | Zweden – Engeland                                    | 0 – 2                                                | EK-kwalificatie 2022                                 |                                                      |
| 4.                                                   | 23 maart 2022                                        | Frankrijk – Zweden                                   | 5 – 0                                                | EK-kwalificatie 2022                                 |                                                      |
| 5.                                                   | 26 maart 2022                                        | Bosnië en Herzegovina – Zweden                       | 3 – 2                                                | EK-kwalificatie 2022                                 | Goal                                                 |
| 6.                                                   | 29 maart 2022                                        | Tsjechië – Zweden                                    | 3 – 1                                                | EK-kwalificatie 2022                                 |                                                      |
| Als speler bij Zweden –21                            |                                                      |                                                      |                                                      |                                                      |                                                      |
| 1.                                                   | 8 september 2023                                     | Zweden – Noord-Macedonië                             | 0 – 1                                                | EK-kwalificatie 2025                                 |                                                      |
| 2.                                                   | 13 oktober 2023                                      | Zweden – Moldavië                                    | 4 – 0                                                | EK-kwalificatie 2025                                 | Goal · Goal                                          |
| 3.                                                   | 17 oktober 2023                                      | Georgië – Zweden                                     | 0 – 0                                                | EK-kwalificatie 2025                                 |                                                      |
| 4.                                                   | 16 november 2023                                     | Zweden – Finland                                     | 3 – 0                                                | Vriendschappelijk                                    |                                                      |
| 5.                                                   | 22 maart 2024                                        | Cyprus – Zweden                                      | 1 – 6                                                | Vriendschappelijk                                    | Goal · Goal · Goal                                   |
| 6.                                                   | 26 maart 2024                                        | Macedonië – Zweden                                   | 0 – 2                                                | EK-kwalificatie 2025                                 | Goal                                                 |
| Bijgewerkt tot 12 augustus 2024                      |                                                      |                                                      |                                                      |                                                      |                                                      |